# Try This with Your Eyes Closed
Try This with Your Eyes Closed — дебютный демо-EP пост-хардкор группы Alesana, вышедший в 2005 году. Все песни из альбома были записаны повторно, за исключением «Not a Single Word About This». Эта EP была переиздана.

## Список композиций
| №  | Название                       | Длительность |
| -- | ------------------------------ | ------------ |
| 1. | «Apology»                      | 4:15         |
| 2. | «Endings Without Stories»      | 3:39         |
| 3. | «And They Call This Tragedy»   | 4:29         |
| 4. | «Not A Single Word About This» | 3:30         |
| 5. | «Red And Dying Evening»        | 3:00         |
| 6. | «Congratulations, I Hate You»  | 4:06         |
| 7. | «Early Mourning»               | 4:02         |

- 1, 6, и 7 треки были перезаписаны для первого альбома On Frail Wings of Vanity and Wax.
- 2, 3, и 5 треки были перезаписаны для второго альбома Where Myth Fades to Legend.
- Трек «Early Mourning» является бонус треком и опубликован только на специальном CD издании.